# Anton Cajetan Adlgasser
Cajetan Adlgasser, ab ca. 1756 Anton Cajetan oder Cajetan Anton, manchmal auch Adelgasser (* 1. Oktober 1729 in Inzell-Niederachen, Kurfürstentum Bayern; † 21. Dezember 1777 in Salzburg) war ein deutscher Komponist, Organist und Cembalist, der ab 1749/50  im Erzstift Salzburg wirkte, insbesondere als Musiker am Salzburger Dom.

## Leben

Geburtshaus Cajetan Adlgassers

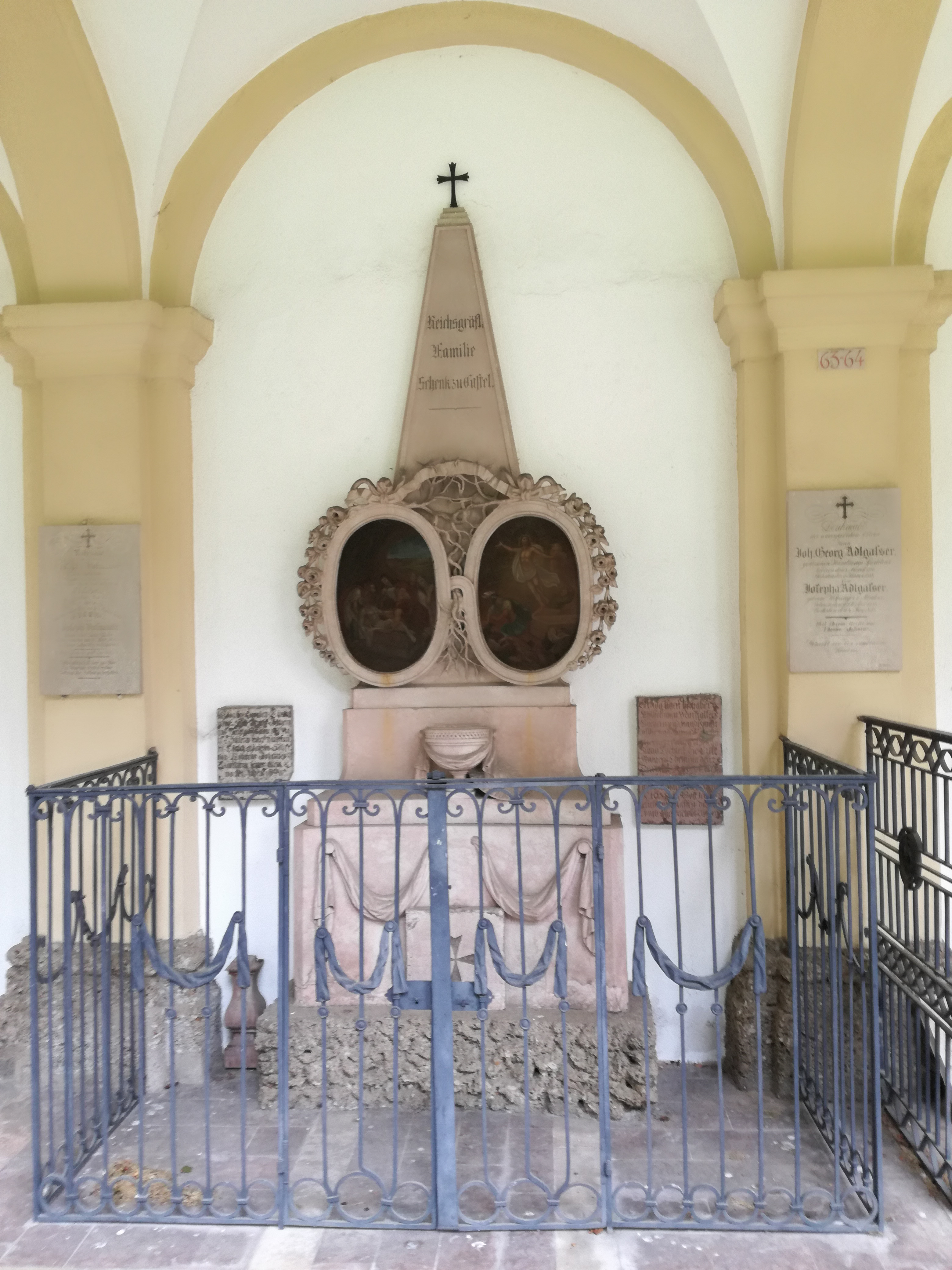
Ehemalige Familiengruft Adlgasser (Gruftarkade Nr. 63), jetzt Schenk

Cajetan Adlgasser wurde als erstes Kind des Lehrers ("ludimagister") und Mesners ("[A]edituus") Ulrich Adlgasser (1704–1756) und der Maria Läderin (Lederin) (1700–1771) in der dem Schulhaus gegenüberliegenden Liebfrauenkirche Niederachen (heute ein Ortsteil von Inzell), Kurfürstentum Bayern, getauft.
Nach einer ersten Schulbildung durch den Vater trat Adlgasser im Dezember 1744 mit 15 Jahren in die dritte Klasse (Grammatistae) der an die Salzburger Universität angeschlossenen Lateinschule ein. Das offizielle Datum des Eintritts in die der Benediktineruniversität vorangestellte Lateinschule (heute Akademisches Gymnasium) war Freitag, der 4. Dezember 1744, der Barbaratag, damals der Beginn des neuen Schuljahrs. Gleichzeitig wurde er zusammen mit seinem Bruder Joseph Adlgasser (1732–1762), dem späteren Stiftsorganisten von Laufen, in das fürsterzbischöfliche Kapellhaus aufgenommen. Den Unterricht im Kapellhaus bestritt der Hofkomponist Johann Ernst Eberlin. Nachweislich sang Adlgasser bis 1746 in insgesamt sieben Schuldramen der Benediktiner-Universität Salzburg, für die Eberlin die Musik geschrieben hatte. Bereits am 19. Juni 1748 wurde unter der Leitung Adlgassers ein (heute verschollenes Stück) von den Schülern der Lateinschule aufgeführt. Am 4. Juli 1748 erhielt Adlgasser zu seinem Abschluss an der Lateinschule per fürsterzbischöflichem Dekret ein Ausmusterungskleid und ein Handgeld. Im Juni des darauf folgenden Jahres wurde Adlgasser zum Domorganisten berufen. Von 1749 datiert die erste überlieferte Komposition, die Kantate Der Mensch, die Schwachheit und die Gnade.
Im Juni 1750 übernahm er von Eberlin zunächst die Stelle als Domorganist, am 11. Dezember 1750 avancierte er zum Hof- und Domorganisten des Fürsterzbischofs Graf Sigismund III. von Schrattenbach. Mit diesem Amt verband sich die Verpflichtung zur Komposition von Werken für den Dom und den Hof.
1760 wurde Adlgasser Klavierlehrer am Kapellhaus und Organist an der Dreifaltigkeitskirche.
Auf Wunsch (und Kosten) seines Dienstherrn, des spendablen Erzbischofs Schrattenbach, trat Adlgasser Ende Januar 1764 eine einjährige Studienreise durch Italien an. Begleitet wurde er von seiner späteren Ehefrau, Maria Anna Fesemayr, die in Italien eine Gesangsausbildung absolvieren sollte. Die Reiseroute führte über Venedig, Padua, Trient, Mantua, Verona, Mailand, Bologna und Rom. Im Februar 1765 fand die Reise in Salzburg ihren Abschluss. Ein Ergebnis dieser Reise ist in Adlgassers einziger Oper La Nitteti zu sehen, zu der Pietro Metastasio den Text lieferte und die am 6. April 1766 ihre Uraufführung in der Residenz in Salzburg erlebte.
Eine Ehrung mit einem Platz an der Hoftafel wurde Adlgasser 1770 zuteil. Diese Privileg wurde 1772 durch die jährliche Zahlung von 100 fl. wieder abgelöst. Nachdem sein Dienstherr 1772 verstorben war, konnte er noch im selben Jahr seinen neuen Dienstherrn, den Fürsterzbischof Hieronymus Graf von Colloredo, mit einer symphonischen Uraufführung begrüßen.
Am Sonntag, dem 21. Dezember 1777 erlitt Adlgasser während des Vespergottesdienstes mitten im Orgelspiel einen Schlaganfall. Die dramatischen Umstände auf dem Prinzipalchor beschrieb Leopold Mozart in einem Brief vom 22. Dezember 1777 an seine Frau und seinen Sohn, die in Mannheim weilten. Er starb noch am selben Abend im Alter von 48 Jahren. Gemäß seiner hohen Stellung in der Hofmusik erhielt er ein nächtliches Begräbnis und wurde am 23. Dezember 1777 im Sebastiansfriedhof in der Familiengruft (Nr. 63) beigesetzt.
1779 wurde Wolfgang Amadeus Mozart für zwei Jahre sein Nachfolger als Hoforganist.

## Ehe und Nachkommen
Anton Cajetan Adlgasser war insgesamt dreimal verheiratet.
Am 21. September 1752 heiratete er eine Tochter des Hofkomponisten Johann Ernst Eberlin, Maria Josepha Katharina (1730–1755). Als Trauzeugen fungierten die Kollegen Leopold Mozart und der Hofbassist Josef Nikolaus Meissner (1725–1795), der, da er Maria Cäcilia Barbara Eberlin (1728–1756) geheiratet hatte, Adlgassers Schwager war. Aus dieser Ehe gingen zwei Kinder hervor; eines war Maria Victoria Cäcilia (1753–1821), genannt „Victorl“, die zusammen mit ihrer Tante Maria Barbara Gertrudis (1740–1806), genannt „Eberlin Waberl“, eine der besten Freundinnen Nannerl Mozarts wurde.
Ein Jahr nach dem Tode seiner ersten Frau ehelichte er Maria Barbara Schwab, die Tochter eines Hofbeamten. Die Trauzeugen waren Johann Ernst Eberlin, Josef Nikolaus Meissner und Leopold Mozart. Mit seiner zweiten Ehefrau hatte Adlgasser acht Kinder, von denen jedoch nur zwei überlebten.
Seine dritte Ehe ging Adlgasser am 17. Juni 1769 mit der Hofsängerin Maria Anna Fesemayr ein; Trauzeugen waren seine Schwager Nikolaus Strasser und Josef Nikolaus Meissner sowie Leopold Mozart. Diese Ehe blieb kinderlos.

## Werke

### Kirchenmusik
- 8 Messen, 3 Requien
  - Missa a 4 vocibus, 2 violini, 2 clarini, timpano ad libid., violone ed organo, im Archiv des Stifts Kremsmünster OCLC 746045832
  - Missa brevis in A für Soli, gemischten Chor und Orgel AWK 7 OCLC 271735925
  - Missa in C-Dur, für eine Singstimme und Orgel, 2008 beim Strube Verlag von Petrus Eder Denkmäler der Musik in Salzburg in der Reihe  herausgegeben OCLC 755427489
- 6 Tantum ergo
- 11 Marien- und 4 Sakramentslitaneien
  - Litania Lauretana a 4 vocibus 2 violinis, 2 clarinis ex C et Timpano cum Organo, Musikhandschrift in der Bayerischen Staatsbibliothek, Digitalisat OCLC 750870270
  - Litaniae de venerabili altaris Sacramento: in B-Dur (WV 3/53), per Soli (SATB), Coro (SATB), Trombone alto solo o Organo solo, 2 Clarini, Timpani, 2 Violini, Basso continuo (Violoncello/Fagotto/Contrabbasso/Organo), 3 Tromboni colla parte voci ad lib, von Armin Kircher 2005 im Carus-Verlag herausgegeben OCLC 62269317
- 1 Vesper
- 25 Offertorien, Motetten
  - Komm heiliger Geist mit Deiner Gnad für vierstimmigen Chor, zwei Violinen und Orgel OCLC 856838310
  - Dicite in gentibus, motetto de cruce Domini, Motette für Chor, Posaunen, Streicher und Basso continuo, Ausgabe für Chor und Klavier 1988 von David Stein bei T. Presser & Co herausgegeben OCLC 21256684
  - Veni Creator Spiritus, Offertorium für das Pfingstfest, 1996 von David Stein bei T. Presser & Co herausgegeben OCLC 49792249
  - Deo in altissimis gloria, Weihnachtsoffertorium : Rezitativ-Arie-Chor für Sopransolo (Altsolo ad lib.), SATB, Streicher und Orgel (Trompeten und Pauken ad lib.), 2010 von Friedrich Hägele bei Butz in Bonn herausgegeben OCLC 668180101
- 20 Marianische Antiphone
  - Ave Regina OCLC 32373938
  - Salve Regina für Mezzosopran, Solofagott, Streicher und Basso continuo I Allegro II Andante III Allegro con brio, eingespielt von Sabine Kaipainen (Mezzosopran), Tuomas Kaipainen (Fagott) und The Moscow Baroque Soloists im April 2004 in der Kirche Blumenstein BE und 2005 beim Label Thorofon der Bella Musica veröffentlicht OCLC 725445710
- 45 deutsche geistliche Lieder

### Musik zu Schuldramen, Oratorien („Geistliche Singspiele“), Kantaten
- Der Mensch, die Schwachheit, und die Gnade (Die von wirkender Gnade in der Liebe Gottes gestärkte menschliche Schwachheit), Kantate, 1750, Salzburg, Stift Nonnberg
- Christus am Ölberg, Oratorium, Karwoche 1755, Salzburg
- Die wirkende Gnade Gottes (David in der Buße), Geistliches Singspiel, April 1756, Salzburg
- Esther(?), Geistliches Singspiel(?), ca. 1760, Salzburg
- Via viri in adolescentia (Dorotheus martyr), Schuldrama (Visitation), 22. Juni 1762, Salzburg, Universitätstheater
- Israel et Albertus, Schuldrama (Finalkomödie), 31. August 1762, Salzburg, Universitätstheater
- Ochus regnans (Paternae poena indulgentiae), Schuldrama (Visitation), Juni 1763, Salzburg, Universitätstheater, bei Mayr in Salzburg 1763 verlegt OCLC 633287748
- Bela Hungariae princeps, Schuldrama (Finalkomödie), 30. August 1763, Salzburg, Universitätstheater
- Abraham und Isaak, Geistliches Singspiel, ca. 1765, Stift Lambach
- Anysis Aegypti rex, Schuldrama (Finalkomödie), 30. August 1765, Salzburg, Universitätstheater
- Chalcis expugnata, Schuldrama (Finalkomödie) mit dem Singspiel Iphigenia mactata, 29. August 1766, Salzburg, Universitätstheater
- Die Schuldigkeit des ersten Gebotes, 3. Teil, Geistliches Singspiel, 26. März(?) 1767, Salzburg, feb. Residenz, Rittersaal
- Hannibal Capuanae urbis hospes, Schuldrama (Finalkomödie), 28. August 1767, Salzburg, Universitätstheater
- Freund in der Not, Geistliches Singspiel, 21. Jänner 1768, Schärding
- Der Kampf der Buße und Bekehrung, 1. Teil, Geistliches Singspiel, 2. April 1768, Salzburg, Residenz
- Philemonis cum Baucide felicitas, 10. April 1768, Salzburg, Universität, Sacellum
- Clementia Theodosii, Schuldrama (Finalkomödie), 30. August 1768, Salzburg, Universitätstheater,  bei Mayr in Salzburg 1768 verlegt  OCLC 631888651
- Kaiser Constantin I., 1. Teil, Geistliches Singspiel, 28. Februar 1768, Salzburg, Residenz, Weißer Saal (Marcus Sitticus-Saal)
- Synorix et Camma, Schuldrama (Finalkomödie), 1. September 1769, Salzburg, Universitätstheater
- Drei Beispiele wahrhafter Buße, 1. Teil (Die gereinigte Magdalena), Geistliches Singspiel, 3. April 1770, Salzburg, Residenz OCLC 916205345
- Die menschliche Wanderschaft, 1. Teil (Der laue Christ), Geistliches Singspiel, März 1771, Salzburg, Residenz
- Pietas in Deum, Schuldrama (Visitation), 8. Juli 1772, Salzburg, Universitätstheater (Große Aula), Faksimile der autographen Partitur aus dem Besitz der Erzabtei St. Peter Salzburg als Band 11 der Denkmäler der Musik in Salzburg von Werner Rainer (* 1937) und Franz Witek 2004 im Selke Verlag OCLC 906709074
- Pietas in hospitem, Schuldrama (Finalkomödie) mit dem Singspiel Die reichlich vergoltene Bewirtung, 2. September 1772, Salzburg, Universitätstheater
- Oratorium de Passione Domini Nostri Jesu Christi, Karfreitag, 1773(?), Berchtesgaden

### Oper
- La Nitteti, Oper, Libretto: Pietro Metastasio, 7. April 1766, Salzburg, Residenz, Hoftheater OCLC 633374232

### Instrumentalwerke
- 10 Sinfonien
  - 1980 wurde als Band 131 der Reihe Denkmäler der Tonkunst in Österreich von der Akademischen Druck- und  Verlagsanstalt von Werner Rainer drei Sinfonien veröffentlicht OCLC 633374232:
    - Sinfonia in B AWK 122
    - Sinfonia in A AWK 125
    - Sinfonia in C AWK 126

  - 1982 veröffentlichte Werner 4 weitere Sinfonien bei Garland in Salzburg und New York OCLC 159822908:
    - Sinfonia AWK 118
    - Sinfonia AWK 121
    - Sinfonia AWK 123
    - Sinfonia AWK 124
- 4 Klavierkonzerte
- 2 Klaviersonaten, 7 Sätze für Klavier
  - Petrus Eder veröffentlichte 2008 in der Reihe Denkmäler der Musik in Salzburg den Band Werke für Klavier OCLC 319496837:
    - Sonate A-Dur
    - Sonate B-Dur
    - Andante A-Dur
    - Andantino G-Dur
    - Andantino F-Dur
    - Allegro assai C-Dur
    - Divertimento
    - Andante C-Dur
    - Andante C-Dur
- 4 Orgelwerke
  - 103 Versetten. herausgegeben und bearbeitet von Josef Friedrich Doppelbauer. Publiziert bei Alfred Coppenrath, Altötting. ISMN 979-0-0071-2666-7

### Theoriewerke, Briefe
- Fundamenta compositionis OCLC 750870270
- Partitur Fundament von berühmten Auctoren, H. Cajetan Adelgasser und H. Michael Haydn
- 9 Briefe an Leopold Mozart, 1762–1771 (verloren)
- 3 Briefe an Giovanni Baptista Martini in Bologna, 1764

## Editionen
- Offertorium „Ave Maria“, G-Dur, 5.11 u. Motetto de Cruce Domini „Dicite in gentibus“ (1766), Es-Dur, 5.23, bearb. v. K.A. Rosenthal u. C. Schneider, in: DTÖ 80, Wien 1936, S. 44–52 u. 53–60
- 103 Versetten für Orgel mit beziffertem Baß,  18.03, hrsg. v. Josef Friedrich  Doppelbauer, Altötting 1966
- Drei Sinfonien, in C-, B- u. A-Dur, 15.04, 15.08 u. 15.07, hrsg. v. W. Rainer, DTÖ 131, Graz 1980
- Four Symphonies, in C-, G-, B- u. Es-Dur, 15.01, 15.06, 15.09 u. 15.10, hrsg. v. W. Rainer, in: The Symphony, 1720–1840, vol. B, VIII,2, New York 1982, p. 57–175
- Pietas in Deum, 10.14, Faks., Text, Kommentar u. Perioche, hrsg. v. W. Rainer u. Franz Witek, Salzburg 2004
- Litaniae de venerabili altaris Sacramento, B-Dur, 3.53, hrsg. v. Armin Kircher, Stuttgart 2005
- Werke für Klavier, mit einem Andante Adlgassers aus Mozarts erstem Notenbuch, hrsg. v. Petrus Eder, München 2008
- Missa in C-Dur, für eine Singstimme und Orgel, 1.06 u. 18.02, hrsg.v. Petrus Eder, München 2008
- Sinfonia in C, 15.01, hrsg. v. W. Rainer, München 2009
- Weihnachtsoffertorium „Deo in altissimis gloria“, 5.10, Bonn 2010
- Szenenmusik zu Pietas in Deum, 10.14, hrsg. v. W. Rainer, München 2015
- „Türkische“ Arie in D, 14.02, hrsg. v. W. Rainer, München 2016
- Regina coeli in C, 6.21, hrsg. v. Dominik Šedivý, München 2016